# Billy Frankenstein
Pour plus de détails, voir Fiche technique et Distribution.
Billy Frankenstein est une comédie d'horreur américaine réalisée par Fred Olen Ray et écrite par sa femme Kim Ray, sortie en 1998.

## Synopsis
Le film raconte l’histoire d’un enfant nommé Billy Frank (Jordan Lamoureux), qui est un lointain parent de Victor Frankenstein. Sa mère Sandy (Melissa Williamson) est une artiste, et son père George (Daran Norris) un bourreau de travail. Un homme nommé Bloodstone (Peter Spellos) rêve de donner vie au monstre de Frankenstein, mais il est incapable de le faire car le château de Frankenstein est mis aux enchères. Il invite les Frank à emménager dans le château, dans l’espoir d’utiliser Billy (qui est le dernier parent vivant de Victor Frankenstein) pour donner vie au monstre. De plus, un policier stupide nommé Constable Frogg (John Maynard) a une histoire familiale d’autres Froggs capturant le monstre de Frankenstein, et rêve de continuer l’héritage. Frogg reçoit constamment des appels téléphoniques de farceurs qui lui disent « ribbit ribbit ». Frogg est engagé par un homme nommé Otto von Sloane (Vernon Wells), et sa femme Fraulein (Griffin Drew), pour effrayer les Frank et les pousser à lui vendre le château, qui doit faire place à un centre commercial.
Billy, sa mère Sandy et Thelma (Kristin Jadrnicek), la tante de Billy, arrivent au château et rencontrent Bloodstone, qui se présente à eux comme le gardien de la maison. Billy découvre l’un des livres du Dr Frankenstein sur la vie et la mort, et il trouve à l’intérieur du livre une carte du château. Celle-ci le mène au sous-sol, où il découvre le monstre de Frankenstein inanimé. Billy s’endort dans le sous-sol. Lorsqu’il est endormi, le monstre prend vie. Plutôt que d’être effrayant et menaçant, le monstre s’avère amical et confus. Billy se réveille plus tard pour découvrir que le monstre s’est détaché. Il part à sa recherche, tout comme Bloodstone, qui engage l’avocat de Sloane (qui a annoncé qu’il reprenait possession de la maison) pour retrouver Billy et le monstre. Frogg se déguise en installateur du câble pour poser des microphones dans la maison. Billy finit par rencontrer le monstre, se lie d’amitié avec lui et l’emmène à un village voisin. Bientôt, le monstre commence à manquer de puissance, alors Billy et Bloodstone le ramènent au laboratoire du sous-sol pour le recharger.
Le père de Billy, George, arrive enfin à la maison à la grande joie de Billy. George annonce qu’il a été renvoyé de son travail, mais il n’est pas inquiet à cause de l’important héritage familial que constitue le château. Cependant Billy et Sandy lui répètent ce que l’avocat leur a dit plus tôt dans le film : ils doivent collecter 25 000 $ pour racheter le château. George a alors l’idée d’inviter Sloane à dîner pour discuter du paiement. Billy et Bloodstone tentent de ramener le monstre à la vie, mais ils pensent avoir échoué et partent. Le monstre montre des signes de vie au moment même où ils partent. Billy et Bloodstone tentent de cacher le monstre aux regards indiscrets, mais Thelma s’évanouit après l’avoir vu. Sloane et Fraulein rendent visite à Frogg pour découvrir qu’il s’est déguisé en monstre, ce qui intéresse Sloane. Pendant qu’ils font du shopping, George et Sandy achètent une poupée du monstre de Frankenstein pour l’offrir à Billy. Lorsqu’ils rentrent à la maison pour le dîner avec Sloane et Fraulein, ils donnent la poupée à Billy. Enfin, Sandy voit à son tour le monstre, que Sloane prend pour Frogg. Lorsque Sloane est convaincu de l’existence réelle du monstre, lui et Fraulein s’enfuient.
Le film se termine avec les Frank, Thelma, Bloodstone et Frogg, récoltant les 25 000 $ en ayant transformé leur château en attraction touristique. Ils proposent aux touristes de faire  des photos avec le monstre de Frankenstein et des visites du laboratoire. Une petite fille tire un levier dans le laboratoire et s’électrocute, la faisant ressembler à la Fiancée de Frankenstein. Alors que les Frank finissent par se demander ce qui est arrivé à l’avocat de Sloane, nous voyons l’avocat, toujours à la recherche de Billy et du monstre. Il demande à Dracula où ils sont, et Dracula pointe la direction de la Transylvanie, vers laquelle l’avocat se dirige.

## Distribution
- Jordan Lamoureux : Billy Frankenstein
- Mary Elizabeth McGlynn : Sandy Frankenstein
- Daran Norris : George Frankenstein
- Peter Spellos : Bloodstone
- Brian Carrillo : Monstre de Frankenstein
- Kristin Jadrnicek : Thelma
- Vernon Wells : Otto von Sloane
- Tommy Kirk : Moine aveugle[1]
- Griffin Drew : Fraulein
- John Maynard : Frogg[2]

## Production
Tommy Kirk avait un petit rôle dans le film.